# Debulhador-de-bico-curvo
O debulhador-de-bico-curvo (Toxostoma curvirostre) é uma ave da família Mimidae de tamanho médio nativa da maior parte do México e dos desertos do sudoeste dos Estados Unidos. É uma espécie não migratória e, na maior parte de sua área de distribuição, é a ave do gênero Toxostoma [en] mais comum. Várias subespécies foram classificadas desde 1827, embora não haja consenso sobre o número. Acredita-se que a especiação alopátrica tenha desempenhado um papel importante nas variações do debulhador-de-bico-curvo. É marrom-acinzentado no geral, com um bico levemente curvado, e tem aparência semelhante à do parente do  debulhador-de-bico-curto. Geralmente reside em regiões desérticas dos Estados Unidos e do México, mas pode habitar áreas predominantemente habitadas por humanos.
O comportamento do debulhador-de-bico-curvo foi descrito como “tímido e bastante selvagem”, mas permite que os humanos o observem de perto. É muito agressivo ao expulsar possíveis ameaças, sejam elas concorrentes por comida ou predadores de seus filhotes. O debulhador-de-bico-curvo às vezes imita várias outras espécies, embora não tanto quanto os outros membros da família Mimidae. Ele tem uma variedade de canções distintas, e esse extenso repertório de melodias o levou a ser conhecido como cuicacoche (pássaro canoro) no México.

## Taxonomia e sistemática

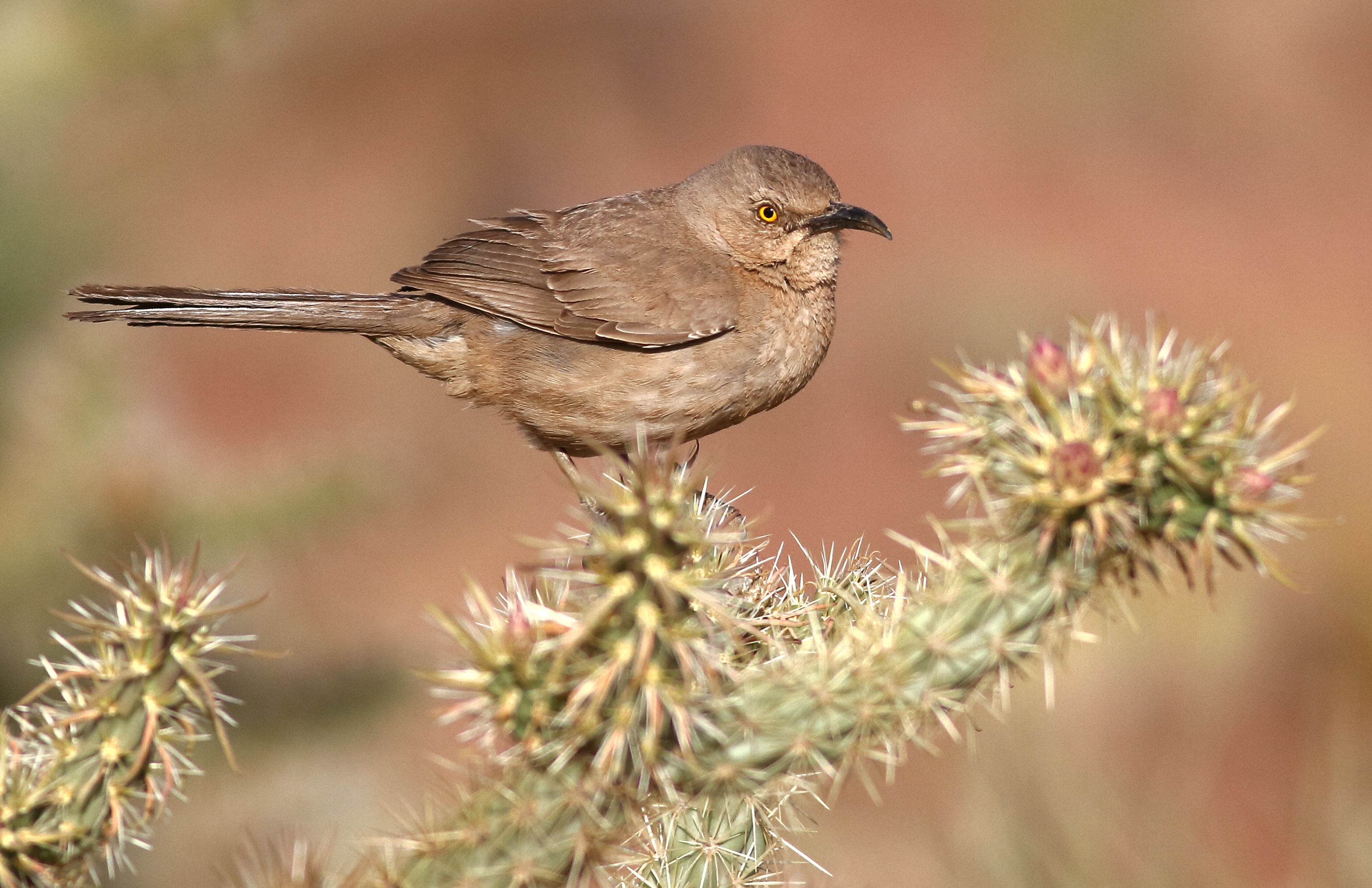
No topo de um cacto en em Kingman, Arizona.

A espécie foi descrita pela primeira vez como Toxostoma curvirostre por William John Swainson em 1827. Desde então, seis subespécies foram reconhecidas e divididas em dois ramos. Pesquisas genéticas indicaram que o debulhador-de-bico-curvo é a espécie irmã de um clado que consiste no  debulhador-mosqueado, no  debulhador-ruivo, no  debulhador-de-bico-comprido e no  debulhador-de-cozumel. Isso contrasta com uma sugestão anterior de que os debulhadores-de-bico-curvo e os debulhadores-mosqueados são parentes mais próximos.

### Subespécies

#### Orientais
- T. c. oberholseri (Law, 1928) - Geralmente ocorre do sudeste do Texas ao nordeste do México (leste de Coahuila, Nuevo León e Tamaulipas).[7][8]

- T. c. curvirostre (Swainson, 1827) - Ocorre do centro ao centro-sul do México (em direção a Puebla, Oaxaca e Veracruz).[5][7]

- T. c. celsum ( R. T. Moore, 1941) - Sua distribuição se estende do sudeste do Colorado, sudoeste do Kansas, extremo noroeste de Oklahoma ao sudeste do Arizona, sul do Novo México e oeste do Texas até o norte do México (leste de Chihuahua até Guanajuato e Jalisco).[5][7]

#### Ocidentais
- T. c. insularum (van Rossem [en], 1930) - Localizado nas ilhas de San Esteban e Tiburón, na costa de Sonora, no Golfo da Califórnia.[5][7]

- T. c. maculatum (Nelson [en], 1900) - Encontrado no noroeste do México (sul de Sonora, norte de Sinaloa, sudoeste de Chihuahua).[5][7]

- T. c. occidentale (Ridgway, 1882) - Localizada no oeste do México (de Sinaloa e Nayarit a Jalisco).[5][7]

- T. c. palmeri (Coues, 1872) - A área de distribuição é ao sul do Arizona, ao norte de Sorona e Chihuahua.[5][7] Essa espécie é a representante das espécies ocidentais e foi sugerida como tendo variações suficientes para ser considerada uma espécie diferente do T.c. curvirostre.[9] O T.c. palmeri também foi usado em uma proposta de 2009 da American Ornithologists' Union para ser elevado ao status de espécie, juntamente com o T.c. curvisrostre oriental, representando os debulhadores-de-bico-curvo orientais.[10]

## Descrição

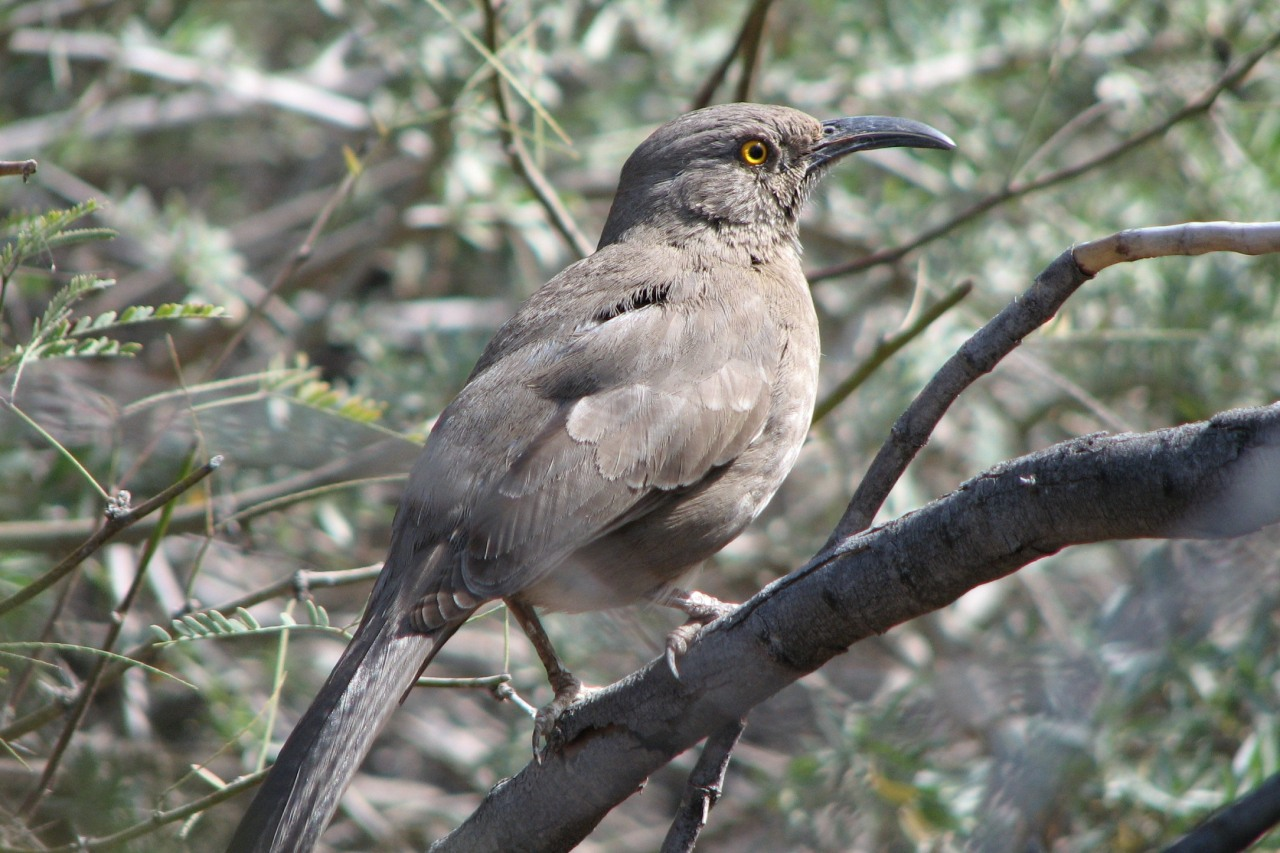
Empoleirado em uma árvore de mesquite no en, Arizona.

O debulhador-de-bico-curvo é imediatamente reconhecido como um debulhador por sua cauda longa e asas curtas. Ele também é reconhecido por seu bico em forma de foice, quase tão longo quanto a largura da cabeça e de cor preta amarronzada. O corpo é compacto, com uma cabeça grande, asas curtas e cauda longa. No entanto, a cauda é curta em relação a outras espécies de debulhadores. O peito é marrom-acinzentado com manchas circulares de mesma cor. Os olhos são geralmente alaranjados, tornando-se dourados na idade adulta. Os filhotes não têm pontas pálidas e as penas abdominais são desgrenhadas.
As variações são marcadamente diferentes em cada subespécie. A subespécie oriental tem manchas mais distintas no peito, mais branco ao longo das pontas e das rectrizes nas asas. O T.c. palmeri tem menos manchas no peito e nas pontas e barras nas asas menos evidentes. Outros exemplos incluem o T.c. curvirostre, que possui asas mais longas e uma cauda maior do que o T.c. oberholseri; o T.c. insularum é mais pálido e mais cinza do que o T.c. palmeri e tem manchas mais visíveis no peito.
Um estudo publicado em 2003 sugeriu que a especiação do debulhador-de-bico-curvo se deveu ao clima, o que poderia ser explicado pela ecdise e pelo desgaste das penas. O mesmo estudo sugeriu que a Sierra Madre Ocidental atua como uma barreira para iniciar a diferenciação dentro da espécie.

#### Medidas[11]
- Comprimento: 27-28 cm

- Peso: 60-94 g

- Envergadura: 34-35 cm

### Voz e cantos
A voz mais característica do debulhador-de-bico-curvo é um assobio abrupto e impetuoso, que soa como uma pessoa assobiando para chamar a atenção. Geralmente é pronunciada de poleiros altos. As canções são semelhantes às do tordo-imitador do norte, mas as notas não terminam tão abruptamente; sua voz é considerada mais agradável. O debulhador-de-bico-curvo pode emitir canções consecutivamente duas ou três vezes, com duração de 2 a 15 segundos. Algumas frases são nasais e zumbidas; seu amplo vocabulário permite que ele conjure canções sucessivas que geralmente são diferentes umas das outras.
Como membro da família Mimidae, ele é capaz de imitar várias espécies, incluindo a tesourinha-rosada, o cardeal-nortenho, o  cardeal-do-deserto e o bicudo-de-cabeça-preta.

### Espécies similares
Como sua coloração é semelhante à do debulhador-de-bico-curto, os dois pássaros são facilmente confundidos um com o outro. O bico do debulhador-de-bico-curvo é todo preto, enquanto o do debulhador-de-bico-curto é mais pálido até a mandíbula inferior, mostrando um cinza escuro com uma área basal que não apresenta um contraste acentuado. As mandíbulas superior e inferior do debulhador-de-bico-curvo são curvas, enquanto a superior é curva e a inferior é essencialmente reta no caso do debulhador-de-bico-curto. Embora as variações geográficas do debulhador-de-bico-curvo possam dificultar o discernimento dos padrões do peito, ele tem uma tendência a exibir manchas maiores e mais arredondadas no peito como um todo, em contraste com as marcas menores e mais pronunciadas do debulhador-de-bico-curto em forma de pontas de flecha. No entanto, os debulhadores-de-bico-curvo também podem apresentar essa característica. Os olhos dos debulhadores-de-bico-curto normalmente são amarelos, enquanto os olhos dos debulhadores-de-bico-curvo são normalmente alaranjados, mas os debulhadores-de-bico-curto podem ter variações que parecem amarelo-alaranjadas, enquanto alguns olhos dos debulhadores-de-bico-curvo são vermelho-alaranjados, amarelo-alaranjados ou amarelos. O debulhador-de-bico-curvo é mais pesado e tem maior probabilidade de habitar regiões suburbanas; o debulhador-de-bico-curvo provavelmente evita vegetação densa, como mesquite, e prefere pastagens abertas com iúca dispersa ou ao redor de cercas vivas em áreas agrícolas. Diz-se que o canto do debulhador-de-bico-curvo é mais melódico e contínuo, enquanto o debulhador-de-bico-curvo é conhecido por seus cantos whit-wheet.
Algumas das diferenças mencionadas anteriormente, como estrias no peito, formato do bico e cor dos olhos, são ainda mais proeminentes nos jovens das duas espécies.

## Habitat e distribuição

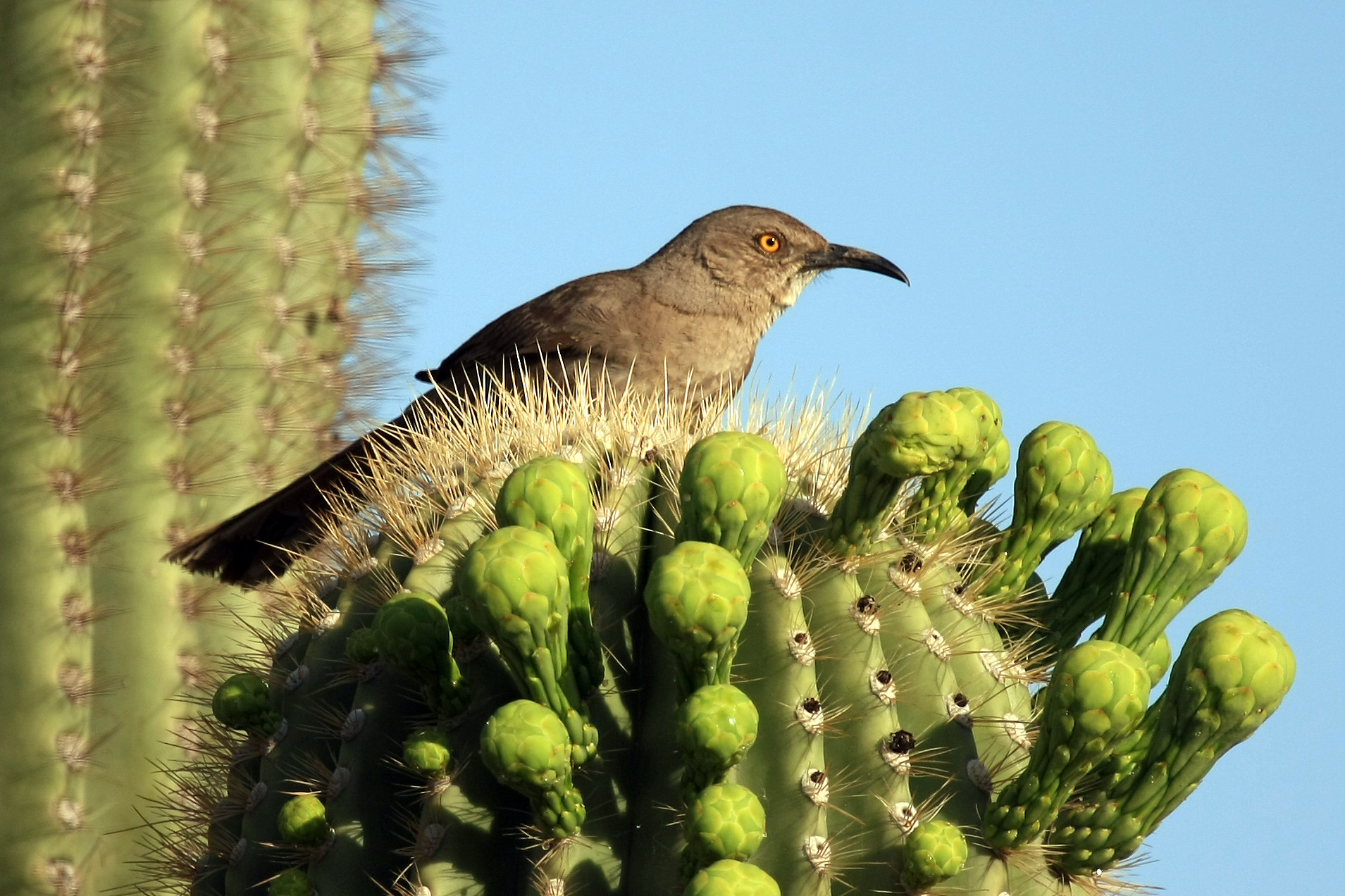
Em um cacto saguaro, cujas flores quase abertas fornecerão alimentos importantes.

O debulhador-de-bico-curvo é comumente encontrado em todo o sudoeste dos Estados Unidos, desde o deserto de Sonora, no Arizona, passando pelo Novo México, até o oeste do Texas, sudeste do Colorado e sudoeste do Kansas, bem como na maior parte do México, desde os desertos de Sonora e Chihuahua até o sul, passando pelo planalto mexicano, até a região central de Tamaulipas, interior de Oaxaca e na costa de Sonora até Nayarit. Foram encontrados vagantes em estados limítrofes de sua área de distribuição, ao norte da Dakota do Norte, Alberta e Manitoba e a leste da Flórida. Os tipos palmeri foram vistos na Flórida, enquanto os curvirostre foram encontrados em Iowa em várias ocasiões. Exceto pelas situações mencionadas anteriormente, o debulhador-de-bico-curvo é essencialmente não-vagante.
Em comparação com outros debulhadores do deserto, o debulhador-de-bico-curvo não é tão específico com relação a habitats e pode ser encontrado desde o nível do solo até 3.000 m. Geralmente reside onde predominam os cactos Cylindropuntia [en] e saguaro,  Fouquieria splendens, mesquites, Parkinsonia e  Larrea tridentata. Também pode ser encontrado ao longo de bordas de florestas, matas secas do deserto e áreas em sua região onde há cactos. Se houver uma quantidade adequada de vegetação desértica perto de habitações humanas, juntamente com alimentadores de aves, o debulhador-de-bico-curvo pode se adaptar a esses ambientes.

## Comportamento e ecologia
O debulhador-de-bico-curvo geralmente pode ser encontrado correndo rapidamente de um esconderijo para outro ou voando próximo ao nível do solo, de um arbusto para outro. No entanto, essa ave não é tímida para ficar ao ar livre. Geralmente, ela se alimenta no nível do solo, mas pode ser muito agressiva ao eliminar concorrentes em potencial para comer nos alimentadores de aves, como a  rolinha-inca e o  esquilo-terrestre-de-cauda-redonda.

### Acasalamento
Um caso registrado de comportamento de cortejo envolvendo debulhadores-de-bico-curvo descreve dois machos se atacando vigorosamente e recorrendo a sons de ronronar e assobiar quando nenhuma das aves parecia ceder. Os dois machos então inflaram o peito e se pavonearam para cima e para baixo na frente da fêmea. Eles continuaram a se alternar entre ronronar e assobiar e lutar um contra o outro até que um triunfou. O vencedor voou em direção à fêmea e ambos chilrearam melodicamente antes da cópula.

### Reprodução

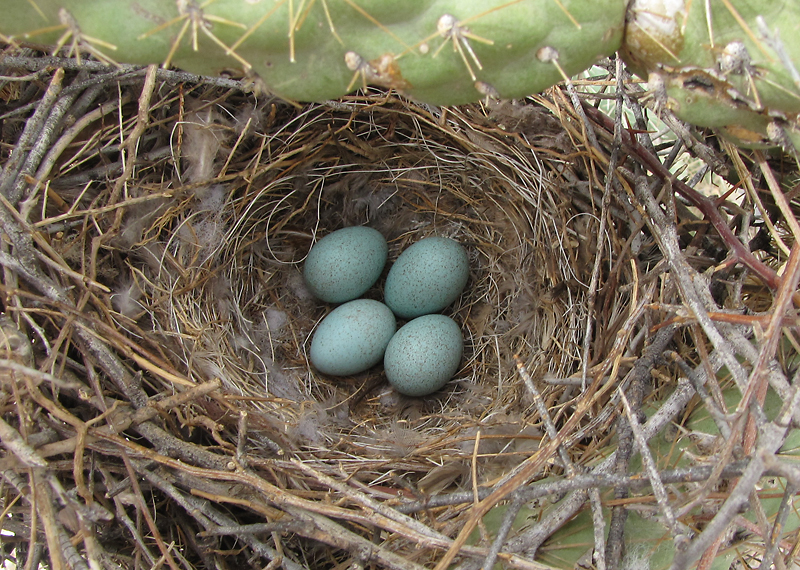
Ninho com ovos em um cacto.

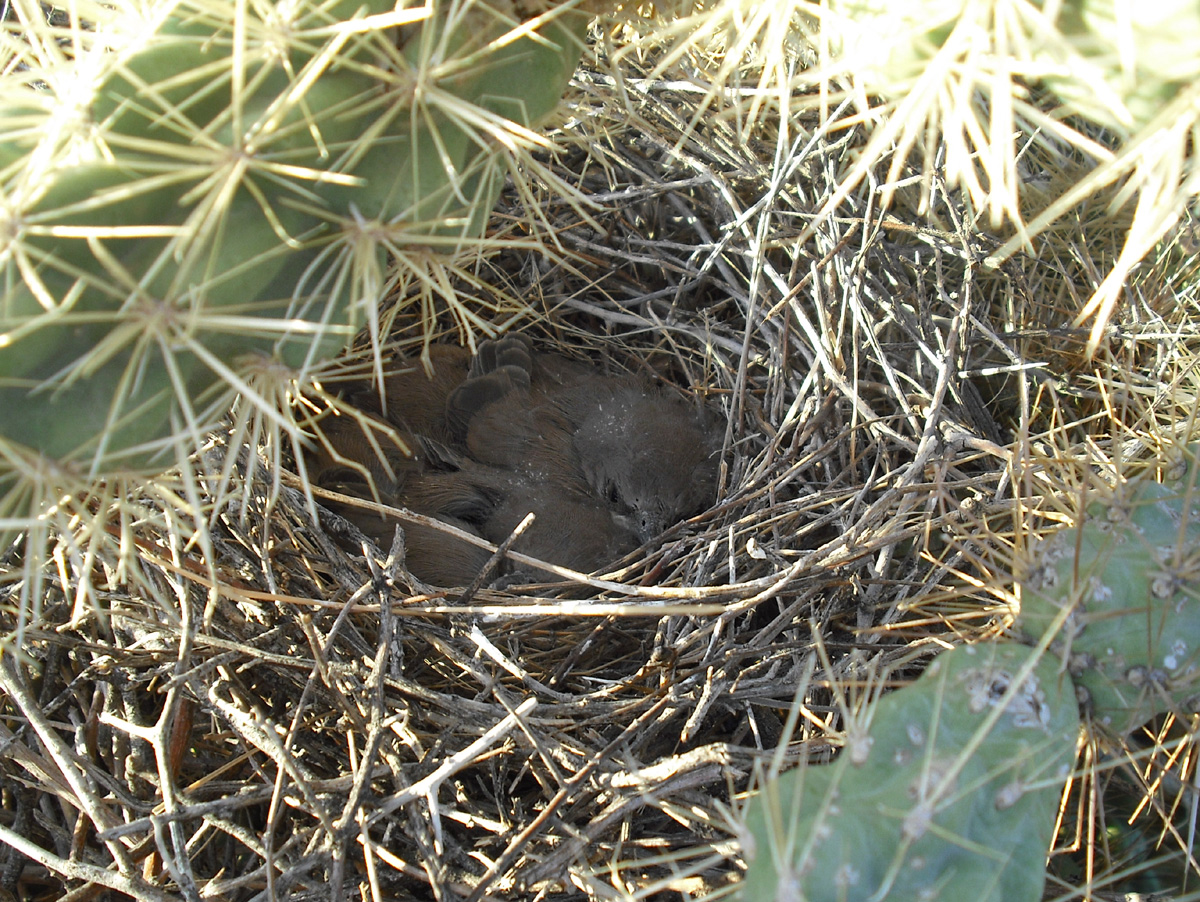
Filhotes do debulhador-de-bico-curvo em um ninho construído entre galhos de cactos en.

A estação de reprodução do debulhador-de-bico-curvo começa em fevereiro e atinge o ápice entre março e maio; no entanto, novos filhotes foram registrados até agosto. As datas variam dentro de sua área de distribuição devido à temperatura e às chuvas. Os ninhos geralmente são construídos em locais bem visíveis, sendo o cacto Cylindropuntia [en] o preferido. Outros locais de nidificação em potencial variam de mesquite, opúncia ou iúca a carvalhos e pinheiros ocasionais. O ninho geralmente tem formato de uma xícara profunda, mas pode ser plano com uma depressão para os ovos. A camada externa consiste em galhos espinhosos, enquanto a camada interna inclui gravetos lisos, raízes, gramíneas grossas e finas, raízes ou pelos.
Ambos os sexos constroem o ninho; os períodos de construção podem ser de apenas três dias a até quatro semanas. A contagem de ovos varia de acordo com o local; o número pode ser de apenas dois e até cinco. A cor dos ovos varia; eles podem parecer verde-azulados a azul-amarelados pálidos, com manchas abundantes de marrom-avermelhado. Ambos os sexos incubam, mas a fêmea é a principal responsável, além de ser a única provedora da criação. Os pais defendem seus ninhos fervorosamente contra outras espécies; as cobras são os predadores mais frequentes de ovos e filhotes. Os debulhadores-de-bico-curvo raramente são vítimas de parasitismo de ninhos por pássaros do gênero Molothrus. Em situações em que a comida é escassa, os pais alimentam primeiro os filhotes mais velhos. O período de nascimento varia de 11 a 18 dias.

### Alimentação
O debulhador-de-bico-curvo é onívoro. Sua dieta inclui invertebrados, como besouros, mariposas, borboletas, aracnídeos e caracóis. Ele também come matéria vegetal e frutos de cactos, opúncia, Celtis e  Ehretia anacua, entre outras plantas. O debulhador-de-bico-curvo também foi visto comendo ração de cachorro e a alimenta para seus filhotes. Eles se alimentam no chão e não se adaptam bem a subir em galhos. Os debulhadores se alimentam de presas na superfície, mas também cavam buracos com mais de 5,1 cm de profundidade para procurar comida. Os debulhadores-de-bico-curvo também sugam o néctar das flores de saguaro e comem insetos presos nelas, servindo como polinizadores no processo. Eles também gostam muito dos frutos resultantes do saguaro, que são uma importante fonte de água nos meses secos.

### Ameaças
Os predadores, que se concentram principalmente nos pássaros jovens, incluem cobras, coiotes e Geococcyx. Isso pode ser responsável pelo sucesso muito baixo da ninhada da espécie, já que apenas 20% dos ninhos são bem-sucedidos em um ano.
Os debulhadores-de-bico-curvo compartilham uma área de distribuição muito semelhante à da  corruíra-dos-cactos, bem como uma espécie favorita para fazer ninhos: o cacto Cylindropuntia fulgida [en]. Por esse motivo, os conflitos interespecíficos são frequentes. As brigas por comida são raras, mas as brigas para proteger os filhotes são acirradas. Eles se esforçam vigorosamente para destruir os ninhos uns dos outros, embora, em geral, apenas os ninhos empoleirados, e não os ninhos de reprodução, sejam destruídos. Apesar disso, os ninhos de debulhadores-de-bico-curvo e de corruíras-dos-cactos podem ser criados simultaneamente e com sucesso, mesmo a metros de distância um do outro. Pesquisadores observaram uma distância mínima de 15 centímetros entre os ninhos (nenhum dos ninhos foi destruído por eles durante toda a temporada), embora as distâncias médias entre as espécies sejam bem superiores a 30 metros. A destruição de ninhos quase sempre não é bem-sucedida e é menos intensa durante a época de reprodução, pois ambas as espécies defendem seus próprios ninhos com firmeza. Quando a estação de reprodução diminui e os filhotes emergem, a competição se torna mais acirrada.

## Status de conservação
Embora suas populações estejam em declínio, o debulhador-de-bico-curvo é classificado como uma espécie pouco preocupante pela União Internacional para a Conservação da Natureza.